# Say It’s Possible
Say It's Possible jest pierwszym singlem Terry Naomi, wydanym przez znaczącą wytwórnię płytową. Piosenka po raz pierwszy zamieszczona została na otwartym serwisie internetowym YouTube, gdzie szybko zaczęła się cieszyć ogromną popularnością wśród użytkowników, co w przyszłości zaowocowało dużą ilością nagranych przez nich coverów w wielu stylach i różnych językach świata. W marcu 2007 roku, piosenka wygrała nagrodę youtube w kategorii najlepszej muzyki.

## Wideo
Pierwsze nagranie pojawiło się na YouTube w czerwcu 2006 roku, pięć dni po napisaniu piosenki przez Terrę Naomi. Drugie nagranie zamieszczone zostało w grudniu 2006 roku. Było kompilacją utworu wykonywanego przez wielu użytkowników portalu youtube z całego świata. Trzecie nagranie, używane obecnie w celu promocji singla, wykorzystuje koncepcję drugiego utworu.

## Inspiracja
Naomi oświadczyła, że do napisania piosenki natchnął ją film dokumentalny z 2006 roku Niewygodna Prawda o zmianach klimatycznych na Ziemi, szczególnie o globalnym ociepleniu.